# 帰ろう歌
「帰ろう歌」（かえろうか）は、日本の音楽ユニット・mihimaru GTの2作目のシングル。

## 概要
- 前作「約束」から約9ヶ月ぶりのシングル。
- 今作の表題曲に因み、応募者から抽選で学校名をメンバーがラップで入れたオリジナルバージョンを先着で寄贈し、学校の校内放送で放送してもらう目的で下校ソング普及キャンペーンが実施された[1][2]。

## 収録曲
1. 帰ろう歌 [3:57]
作詞：hiroko & mitsuyuki miyake
作曲：mitsuyuki miyake
編曲：mitsuyuki miyake & 守尾崇
オーケストラアレンジ：山崎功
モーリス・ラヴェルの「ボレロ」のフレーズをサンプリングして制作された楽曲。「帰ろう」をテーマに、中学校や高校時代の淡く切ない恋や悩み、学校が終わってからの本当の自分に戻れる時間を大切にする気持ちが書かれている[1]。
2. Air Grow [4:14]
作詞・作曲：mitsuyuki miyake
編曲：mitsuyuki miyake & 守尾崇
初めてmiyakeが単独で作詞を手掛けた楽曲。
3. 帰ろう歌 (Instrumental) [3:58]
作曲：mitsuyuki miyake
編曲：mitsuyuki miyake & 守尾崇
オーケストラアレンジ：山崎功
表題曲のインストゥルメンタル。
4. Air Grow (Instrumental) [4:12]
作曲：mitsuyuki miyake
編曲：mitsuyuki miyake & 守尾崇
カップリング曲のインストゥルメンタル。

## 参加ミュージシャン
mihimaru GT
- hiroko：Vocals & Rap
- mitsuyuki miyake：Vocals & Rap & Programming

Additional Musician
- DJ MINORU：Turntable (#1,3)
- Mr.T：Keyboard (#1,3)
- 杉野裕：Violin (#1,3)
- 徳永友美：Violin (#1,3)
- 岡さおり：Viola (#1,3)
- 徳澤青弦：Cello (#1,3)
- 高市紀子：Flute & Piccolo (#1,3)
- 今井敦志：Trumpet (#1,3)
- 鹿討奏：Trombone (#1,3)
- 守尾崇：Keyboards & Programming (#2,4)

## タイアップ
- TBS系列音楽番組『COUNT DOWN TV』2004年4月度オープニングテーマ (#1)

## 収録アルバム
- mihimarhythm (#1)
- THE BEST of mihimaru GT (#1 -TAKE 07-)
- The Best Selection of ASIA (#1)
- 10th Anniversary BEST 2003-2013 (#1)
- THE SINGLE of mihimaru GT (#1)
- mihimania〜コレクション アルバム〜 (#2 -TAKE 06-)
- mihimania collection (#2 -TAKE 06-)